# ميجر أوينز
ميجر أوينز (بالإنجليزية: Major Owens )‏ (و. 1936 – 2013 م) هو سياسي، وأمين مكتبة، وبيروقراطي أمريكي، ولد في كليرفيل، كان عضوًا في الحزب الديمقراطي الأمريكي، توفي في نيويورك، عن عمر يناهز 77 عاماً، بسبب قصور كلوي، وقصور القلب.

## مناصب
تولى منصب عضو مجلس النواب الأمريكي (4 يناير 2005–3 يناير 2007)
- عضو مجلس النواب الأمريكي (7 يناير 2003–3 يناير 2005)[17]
- عضو مجلس النواب الأمريكي (3 يناير 2001–3 يناير 2003)[17]
- عضو مجلس النواب الأمريكي (6 يناير 1999–3 يناير 2001)[17]
- عضو مجلس النواب الأمريكي (7 يناير 1997–3 يناير 1999)[17]
- عضو مجلس النواب الأمريكي (4 يناير 1995–3 يناير 1997)[17]
- عضو مجلس النواب الأمريكي (5 يناير 1993–3 يناير 1995)[17]
- عضو مجلس النواب الأمريكي (3 يناير 1991–3 يناير 1993)[17]
- عضو مجلس ولاية نيويورك (1974–1982)[17]
- مدير (1973–1975)[17]
- مدير (1966–1968)[17]
- عضو  [لغات أخرى]‏[17]
- عضو مجلس النواب الأمريكي.

## التعليم
تعلم في جامعة كلارك أتلانتا، وتحصل منها على ماجستير في الآداب (حتى 1957)، وكلية مورهاوس، وتحصل منها على بكالوريوس في الفنون (حتى 1956)، ومدرسة ابتدائية.

## وصلات خارجية
- ميجر أوينز على موقع IMDb (الإنجليزية)
- ميجر أوينز على موقع إن إن دي بي (الإنجليزية)
- ميجر أوينز في قاعدة بيانات الأفلام على الإنترنت